# ФК Белененсес
ФК Белененсес (порт. Clube de Futebol Os Belenenses) је фудбалски клуб из Лисабона, Португалија. Клуб је основан 23. септембра 1919. године. Тренутно се такмичи у Првој лиги Португалије.
Клуб је освојио шест трофеја у националном купу и једну титулу у домаћем такмичењу. Домаће утакмице игра на стадиону Рестело, који има капацитет од 25.000 седећих места.

## Успеси

### Домаћа такмичења
- Прва лига Португалије (Primeira Divisão, Primeira Liga, Campeonato Nacional)
  - Првак (1) : 1945/46.
  - Вицепрвак (4) : 1936/37, 1944/45, 1954/55, 1972/73.

- Првенство Португалије[1] (Campeonato de Portugal)
  - Првак (3) : 1926/27, 1928/29, 1932/33.
  - Вицепрвак (3) : 1925/26, 1931/32, 1935/36.

- Куп Португалије (Taça de Portugal)
  - Освајач (3) : 1941/42, 1959/60, 1988/89.
  - Финалиста (5) : 1939/40, 1940/41, 1947/48, 1985/86, 2006/07.

- Суперкуп Португалије (Supertaça Cândido de Oliveira)
  - Финалиста (1) : 1989.

- Друга лига Португалије (Segunda Divisão / Segunda Liga)
  - Првак (2) : 1983/84, 2012/13.

### Регионална такмичења
- Првенство округа Лисабон (Campeonato de Lisboa)
  - Првак (6) : 1925/26. 1928/29, 1929/30, 1931/32, 1943/44, 1945/46.
  - Финалиста (6) : 1919/20, 1924/25, 1926/27, 1930/31, 1932/33, 1938/39.

- Куп части округа Лисабон (Taça de Honra de Lisboa)
  - Победник (6) : 1959/60, 1960/61, 1969/70, 1975/76, 1989/90, 1993/94.
  - Финалиста (6) : 1964/65, 1970/71, 1971/72, 1979/80, 1983/84, 1985/86.

### Међународна такмичења
- Интертото куп
  - Првак (1) : 1975.